# 昆貝
10°21′18″S 37°10′58″W / 10.35500°S 37.18278°W
昆貝（葡萄牙語：Cumbe），是巴西的城鎮，位於該國東北部，由塞爾希培州負責管轄，始建於1953年11月25日，面積129平方公里，海拔高度187米，2013年人口3,955，人口密度每平方公里30.61人。